# العلاقات المدغشقرية الميانمارية
العلاقات المدغشقرية الميانمارية هي العلاقات الثنائية التي تجمع بين مدغشقر وميانمار.

## مقارنة بين البلدين
هذه مقارنة عامة ومرجعية للدولتين:
| وجه المقارنة                                              | مدغشقر                      | ميانمار          |
| --------------------------------------------------------- | --------------------------- | ---------------- |
| المساحة (كم2)                                             | 587.04 ألف                  | 676.58 ألف       |
| عدد السكان (نسمة)                                         | 25.57 مليون                 | 53.37 مليون      |
| الكثافة السكانية (ن./كم²)                                 | 43.56                       | 78.88            |
| العاصمة                                                   | أنتاناناريفو                | نايبيداو، يانغون |
| اللغة الرسمية                                             | اللغة الملغاشية، لغة فرنسية | اللغة البورمية   |
| العملة                                                    | أرياري مدغشقري              | كيات ميانماري    |
| الناتج المحلي الإجمالي (بليون دولار)                      | 11.50 مليار                 | 69.32 مليار      |
| الناتج المحلي الإجمالي (تعادل القوة الشرائية) بليون دولار | 35.51 مليار                 | 282.95 مليار     |
| الناتج المحلي الإجمالي الاسمي للفرد دولار أمريكي          | 401                         | 1.16 ألف         |
| الناتج المحلي الإجمالي للفرد دولار أمريكي                 | 1.44 ألف                    |                  |
| مؤشر التنمية البشرية                                      | 0.510                       | 0.536            |
| رمز المكالمات الدولي                                      | +261                        | +95              |
| رمز الإنترنت                                              | .mg                         | .mm              |
| المنطقة الزمنية                                           | ت ع م+03:00                 | ت ع م+06:30      |

## منظمات دولية مشتركة
يشترك البلدان في عضوية مجموعة من المنظمات الدولية، منها:
| علم المنظمة | اسم المنظمة                        | تاريخ انضمام مدغشقر | تاريخ انضمام ميانمار |
| ----------- | ---------------------------------- | ------------------- | -------------------- |
|             | مؤسسة التنمية الدولية              | 25 سبتمبر 1963      | 5 نوفمبر 1962        |
|             | يونسكو                             | 10 نوفمبر 1960      | 27 يونيو 1949        |
|             | مؤسسة التمويل الدولية              | 27 سبتمبر 1963      | 3 ديسمبر 1956        |
|             | منظمة حظر الأسلحة الكيميائية       | ?                   | ?                    |
|             | الأمم المتحدة                      | 20 سبتمبر 1960      | 19 أبريل 1948        |
|             | الاتحاد الدولي للاتصالات           | 11 مايو 1961        | 15 سبتمبر 1937       |
|             | منظمة الشرطة الجنائية الدولية      | ?                   | ?                    |
|             | البنك الدولي للإنشاء والتعمير      | 25 سبتمبر 1963      | 3 يناير 1952         |
|             | الاتحاد البريدي العالمي            | ?                   | ?                    |
|             | وكالة ضمان الاستثمار متعدد الأطراف | 8 يونيو 1988        | 16 ديسمبر 2013       |
|             | منظمة التجارة العالمية             | ?                   | ?                    |

## وصلات خارجية
- موقع وزارة الخارجية الميانمارية